# Юрґіс Торнау
Юрґіс Торнау (лит. Jurgis Tornau ; 28 червня 1919, Тельшяй, Литва — 20 листопада 2005, Вільнюс, Литва) — литовський літературознавець, бібліотекар, письменник; директор Бібліотеки Вільнюського університету (1968 — 1985).

## Ранні роки
Закінчив гімназію в Тельшяї (1938) та військове училище в Каунасі (1939). Вступив на факультет будівництва в Університет Вітаутаса Великого. Із початком війни евакуювався. Під час війни служив у 16-й Литовській дивізії.

## Післявоєнні роки
У 1947 — 1952 працював відповідальним секретарем газети „Tiesa“.
1949 закінчив заочний юридичний інститут.
У 1952 — 1962 працював завідувачем редакції, головним редактором Державного видавництва художньої літератури (лит. Valstybinė grožinės literatūros leidykla), потім відповідальним секретарем редакції науково-популярного журналу "Mokslas ir gyvenimas" ("Наука і життя"; 1962 - 1968). У 1966 написав дослідження "Romano autoriaus rūpesčiai" ("Турботи автора роману"). У 1968 захистив дисертацію на здобуття наукового ступеня кандидата філологічних наук (у 1993 нострифікований доктор наук).

## Бібліотека Вільнюського університету
У 1968 —1985 працював директором Бібліотеки Вільнюського університету. З його ініціативи було створено Відділ реставрації, Кабінет графіки, особливу увагу надавав придбанню рукописів, зарубіжної літератури, альбомів образотворчого мистецтва. Опублікував понад п'ятдесят статей на теми роботи бібліотек, історії літератури та культури. З виходом на пенсію під псевдонімом A. Telšys опублікував два історико-пригодницькі романи "Žveng žirgelis" (1985), "Tarška barška pentinėliai" (1990). Нагороджений медаллю ордена Великого князя Литовського Гедимінаса 1-го ступеня.